# Phylidorea fulvocostalis
Phylidorea fulvocostalis är en tvåvingeart som först beskrevs av Daniel William Coquillett 1899.  Phylidorea fulvocostalis ingår i släktet Phylidorea och familjen småharkrankar. Inga underarter finns listade i Catalogue of Life.